# Альфа и Омега 3: Великие волчьи игры
«А́льфа и Оме́га 3: Вели́кие во́лчьи и́гры» (англ. Alpha and Omega 3: The Great Wolf Games) — американский полнометражный компьютерный мультфильм режиссёра Ричарда Рича. Прямое продолжение мультфильмов «Альфа и Омега: Клыкастая братва» и «Альфа и Омега 2: Приключения праздничного воя».
Первый фильм серии, в котором Хамфри и Кейт не являются главными персонажами. Вместо них сюжет сфокусирован на их дочери Клодетт и её друге Флите.
«Альфа и Омега 3» вышел минуя кинопрокат, сразу на видео. 4 марта 2014 года фильм стал доступен для покупки в онлайн-магазине iTunes, а 25 марта поступил в магазины сети Walmart.

## Сюжет фильма
Альфа-самка Кейт и Омега-самец Хамфри соревнуются с волчатами из других стай на «Великих волчьих играх». Сюжет фильма вдохновлен зимними олимпийскими играми.

## Роли озвучивали
- Линдсэй Торренс — Клодетт, единственная дочь Хамфри и Кейт, альфа-волчица Западной Стаи.
- Майк Джейкобс — Флит, альфа-волк Северной Стаи.
- Бен Дискин — Хамфри, омега-волк Западной Стаи, муж Кейт и отец Клодетт, Стинки и Ранта.
- Ди Ди Гриини — Рант, младший сын Кейт и Хамфри, омега-волк Западной Стаи.
- Кейт Хиггинс — Стинки, старший сын Кейт и Хамфри, альфа Западной Стаи.
- Кейт, альфа-волчица Западной Стаи.

## Отзывы
Как и предыдущий фильм, «Альфа и Омега 3» получил смешанные отзывы критики. Рецензент сайта Flayrah отметил, что анимация была заметно улучшена по сравнению со второй частью, но тем не менее, ей далеко до оригинала.
Рецензент Common Sense Media дал фильму три звезды из четырёх и написал, что относительно забавный сиквел на спортивную тематику понравится маленьким детям.